# Kamionka Nowa (Ukraina)
Kamionka Nowa  (ukr. Нова Кам'янка, Nowa Kamjanka) – wieś na Ukrainie w obwodzie lwowskim, w rejonie lwowskim (wcześniej w rejonie żółkiewskim).